# Арман Пенверн
Арман Пенверн (фр. Armand Penverne, 26 листопада 1926, Пон-Скорфф — 28 лютого 2012, Марсель) — французький футболіст, що грав на позиції захисника, зокрема, за клуб «Реймс», а також національну збірну Франції. По завершенні ігрової кар'єри — тренер.
Чотириразовий чемпіон Франції. Дворазовий володар Кубка Франції. Дворазовий володар Суперкубка Франції. 

## Клубна кар'єра
Народився 26 листопада 1926 року в місті Пон-Скорфф. Вихованець футбольної школи клубу «Версаль».
У дорослому футболі дебютував 1947 року виступами за команду «Реймс», в якій провів дванадцять сезонів, взявши участь у 333 матчах чемпіонату. Більшість часу, проведеного у складі «Реймса», був основним гравцем захисту команди.
Протягом 1959—1960 років захищав кольори команди «Ред Стар».
Завершив професійну ігрову кар'єру у клубі «Лімож», за команду якого виступав протягом 1960—1962 років.

## Виступи за збірну
1948 року дебютував в офіційних матчах у складі національної збірної Франції. Протягом кар'єри у національній команді провів у її формі 39 матчів, забивши 2 голи.
У складі збірної був учасником двох чемпіонатів світу:
1954 року у Швейцарії, де зіграв з Югославією (0-1).
1958 року у Швеції, на якому команда здобула бронзові нагороди. Зіграв проти  Парагваю (7-3), Югославії (2-3), Шотландії (2-1), Північної Ірландії (4-0), Бразилії (2-5) і ФРН (6-3).

## Кар'єра тренера
Розпочав тренерську кар'єру відразу ж по завершенні кар'єри гравця, 1962 року, очоливши тренерський штаб клубу «Марсель».
Останнім місцем тренерської роботи був клуб , головним тренером команди якого Арман Пенверн був з 1963 по 1964 рік.
Помер 28 лютого 2012 року на 86-му році життя у місті Марсель.

## Титули і досягнення
- Чемпіон Франції (4):

«Реймс»: 1948-1949, 1952-1953, 1954-1955, 1957-1958
- Володар Кубка Франції (2):

«Реймс»: 1949-1950, 1957-1958
- Володар Суперкубка Франції (2):

«Реймс»: 1955, 1958
- Володар Латинського кубка (1):

«Реймс»: 1953
- Володар Кубка Шарля Драго (1):

«Реймс»: 1954
- Бронзовий призер чемпіонату світу: 1958